# 東京夢の島マリーナ

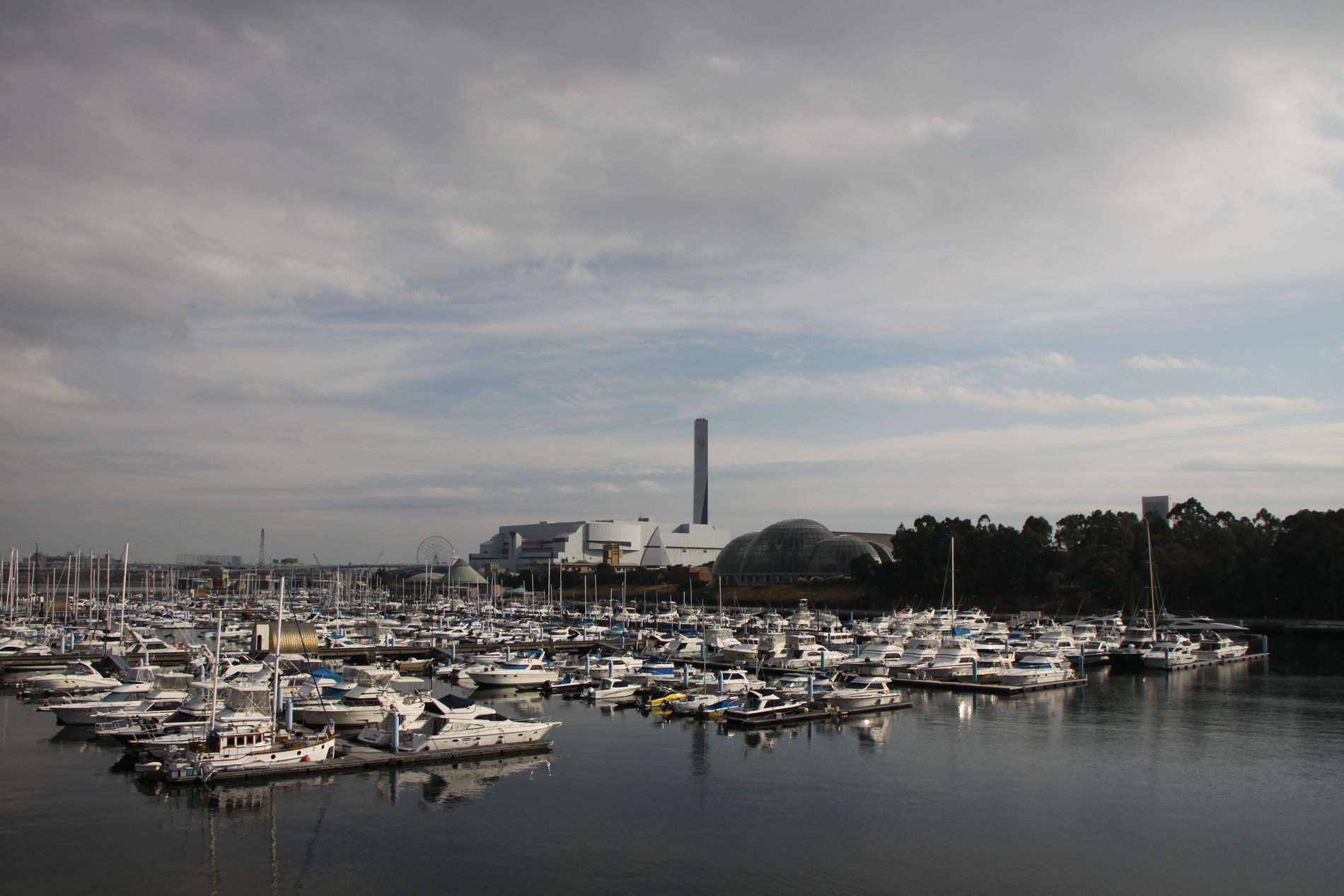
東京夢の島マリーナ

東京夢の島マリーナ（とうきょうゆめのしままりーな）は、東京都江東区にあるマリーナ。都民の海洋性スポーツ・レクリエーションの振興と普及並びに東京港内及び周辺水域の無許可係留船・放置艇の収容等、東京港内の水域利用の適正化を目的として設置されている。
ゆめのしま海の駅として海の駅に登録されている。登録は2007年（平成19年）3月14日。

## 概要
- 所在地 - 東京都江東区夢の島三丁目2番1号[1]
- 面積 - 陸域約5.5ヘクタール、水域約19.6ヘクタール[1]
- 係留能力 - 専用バース660隻、多目的バース等33隻[1]
- クラブハウス - 建築面積2,065.42㎡、延床面積3,040.70㎡、鉄筋コンクリート・一部鉄骨造2階建[1]
- 給油施設 - ハイオクガソリン用1基、軽油用3基[1]
- 駐車場 - 4箇所、収容台数480台[1]
- 運営開始日 - 1992年1月14日[1]
- 運営事業者 - ユニマットプレシャス（2024年4月1日～）[3]

## 桟橋
- ビジターバース数12隻[4]。24時間365日入出港可能[2]。
- 海から行く場合、三枚洲に注意。

- 北緯35度39分7秒 東経139度49分37秒 / 北緯35.65194度 東経139.82694度
- 東京南部 - 地理院地図
- 東京夢の島マリーナ - Google マップ